# Île aux Marins
Pour les articles homonymes, voir Île aux Chiens.
 (janvier 2016).
Si vous disposez d'ouvrages ou d'articles de référence ou si vous connaissez des sites web de qualité traitant du thème abordé ici, merci de compléter l'article en donnant les références utiles à sa vérifiabilité et en les liant à la section « Notes et références ».
L'île aux Marins, anciennement « île aux Chiens » jusqu'en 1931, est une petite île de l'archipel de Saint-Pierre-et-Miquelon, située en face du port de Saint-Pierre. Elle compte quelques habitants durant la belle saison, qui  font revivre le patrimoine îlien et  qui ont rénové les maisons traditionnelles colorées 

## Géographie
D'une longueur de 1 700 mètres pour une largeur variant de 100 à 700 mètres, elle se présente comme une large bande de terre plate à quelques centaines de mètres au large du port de Saint-Pierre, dans un direction grossièrement sud-ouest/nord-est. Son altitude maximale est de 35 mètres, au cap Baudry au nord de l'île.
Au nord-est se trouvent deux autres plus petites îles, l'île aux Vainqueurs et l'île aux Pigeons.
L'île aux Marins ne compte aujourd'hui que quelques habitants. Quelques maisons de bois subsistent encore, disséminées principalement dans sa partie sud, et ont été rénovées. 

## Histoire
L'île a connu une forte activité jusqu'à la fin du XIXe siècle comme annexe du port de Saint Pierre pour les activités liées à la pêche à la morue avec un village ayant compté jusqu'à 600 habitants. Ceux-ci étaient alors appelés « Pieds rouges ».
Le 18 novembre 1929, l'île est touchée par un raz-de-marée provoqué par le tremblement de terre des Grands Bancs qui submerge la partie basse de l'île et déplace quelques maisons. Aucune victime n'est à déplorer (l'île de Saint-Pierre par son orientation sera épargnée mais la côte sud de Terre Neuve sera plus durement touchée, avec de nombreux morts).
Le 2 Mai 1931 son nom de l'île aux Chiens fut changé en celui de l'île aux Marins.
L'île est rattachée à la commune de Saint-Pierre en 1945 . Elle a connu un regain d'activité dans les années 1980 avec la rénovation des anciennes maisons de pêcheurs. Aujourd'hui l'île est seulement habitée à la bonne saison (d'environ mai à septembre).
En 2011, sept bâtiments de l'île se voient protégés au titre des monuments historiques dont la Chapelle Notre-Dame-des-Marins, et un supplémentaire en 2014 (la maison Jézéquel). Sur les 14 bâtiments protégés à Saint-Pierre-et-Miquelon, 8 se trouvent sur l'île aux Marins. 

## Politique et administration

### Administration municipale
| Période                                  | Période                    | Identité                     | Étiquette | Qualité                                                 |
| ---------------------------------------- | -------------------------- | ---------------------------- | --------- | ------------------------------------------------------- |
| 11 mai 1892                              | 1er novembre 1898 (décès)  | Jacques Lamusse, (1842-1898) |           | Négociant et armateur Premier maire de l'Île-aux-Chiens |
| 7 décembre 1898                          | 25 avril 1908              | Louis Choplin                |           |                                                         |
| 18 mars 1909                             | 6 janvier 1920             | Pierre Poirier               |           |                                                         |
| Les données manquantes sont à compléter. |                            |                              |           |                                                         |
| ?                                        | 6 octobre 1930 (démission) | Emmanuel Dufresne            |           | Patron-pêcheur                                          |
| 6 octobre 1930                           | 12 septembre 1932 (décès)  | Yves Nicolas                 |           |                                                         |
| Les données manquantes sont à compléter. |                            |                              |           |                                                         |

## Galerie

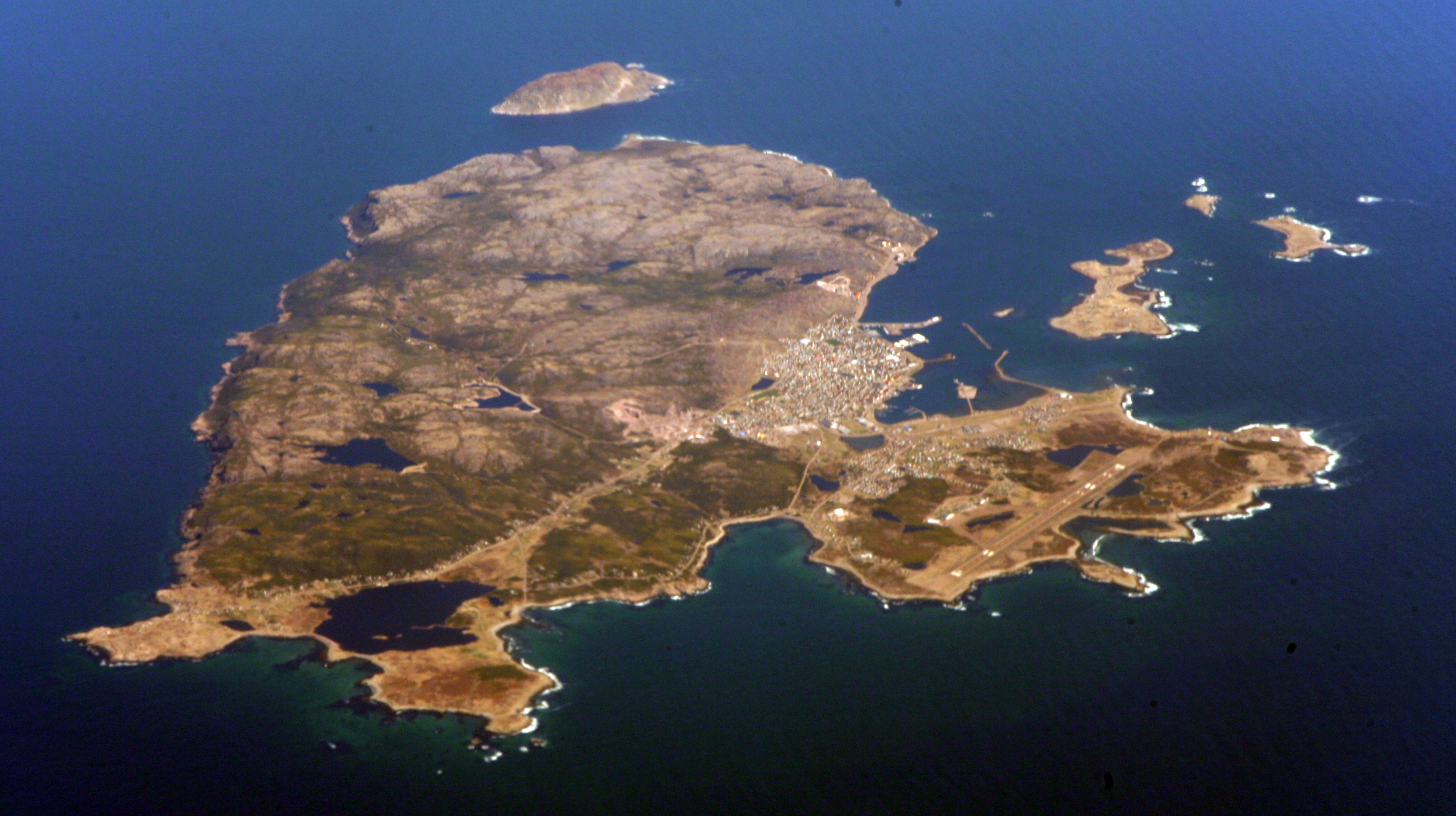
Vue aérienne de l'île de Saint-Pierre, l'île aux Marins se trouve à droite, juste devant l'entrée du port de Saint-Pierre
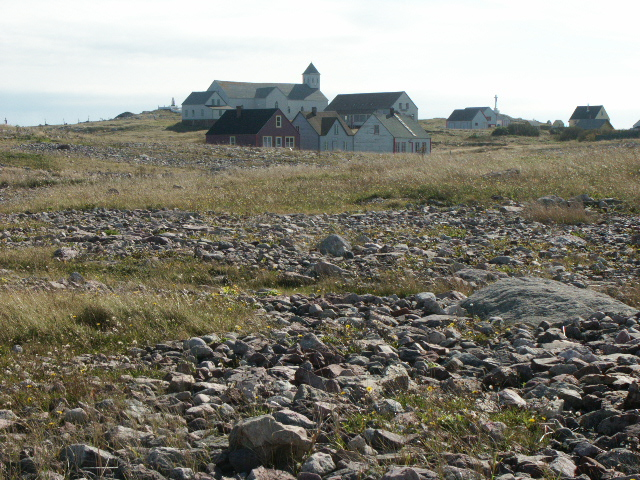
Le village de l'île aux Marins
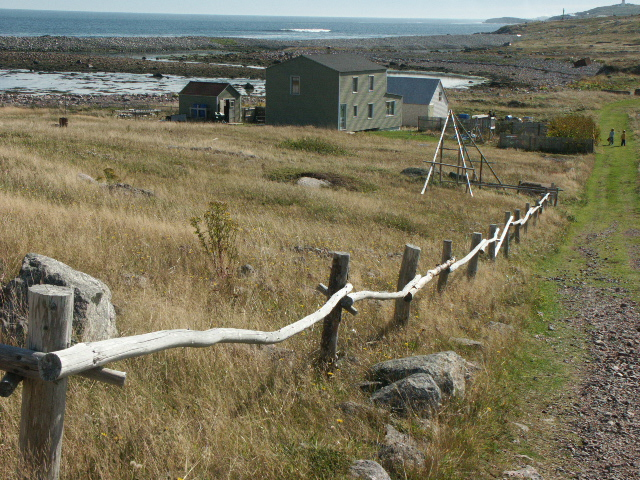
Maisons sur l'île aux Marins
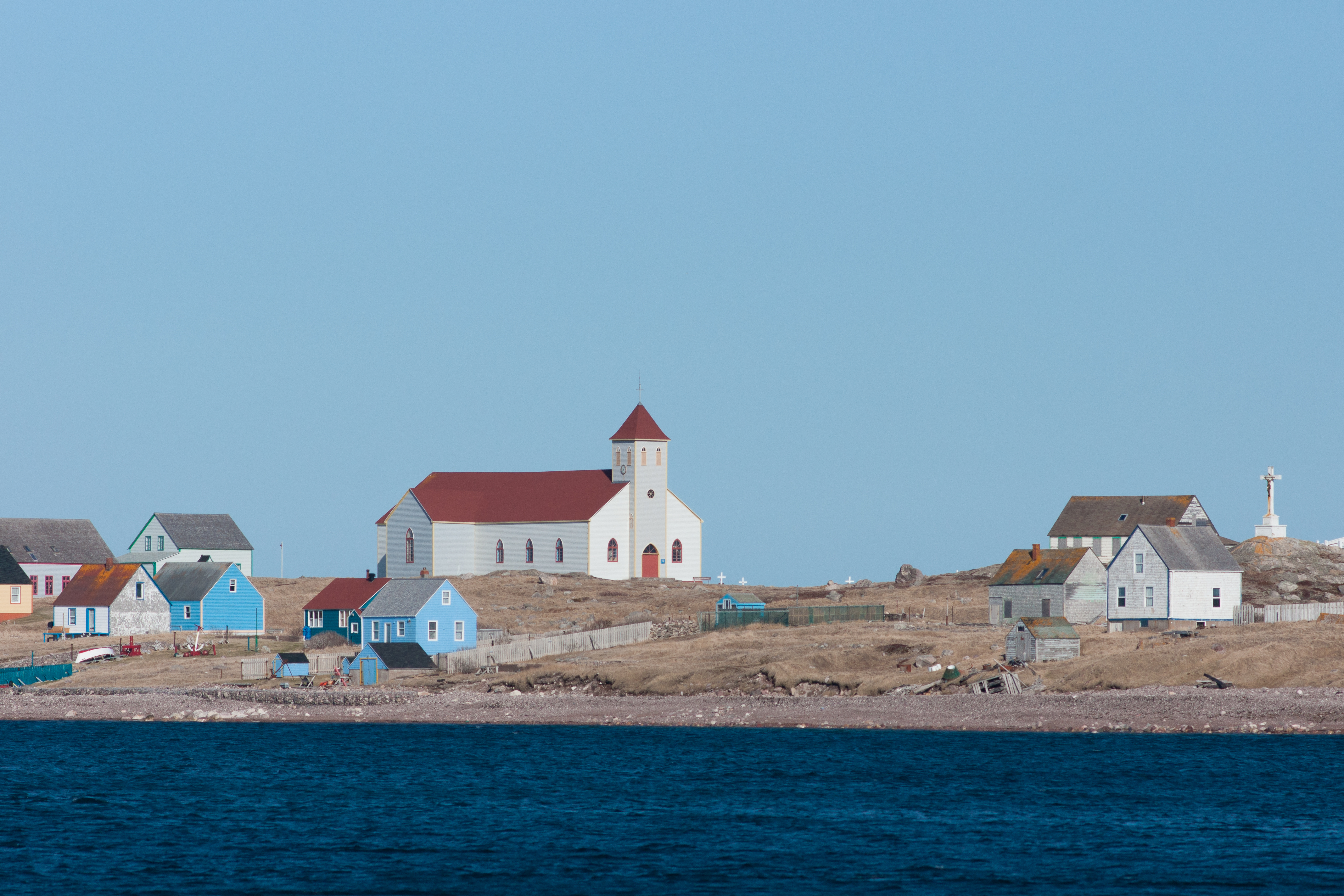
L'île vue depuis le port de Saint-Pierre avec la Chapelle Notre-Dame-des-Marins

### Webographie
- Notices d'autorité :   - VIAF
  - BnF (données)
  - IdRef